# Kolence
Kolence (někdy také Kolenec, německy Kolenetz) jsou vesnice, část obce Novosedly nad Nežárkou v okrese Jindřichův Hradec v Jihočeském kraji. Nachází se asi tři kilometry severozápadně od Novosedel nad Nežárkou. Prochází zde silnice II/148. Je zde evidováno 89 adres. V roce 2011 zde trvale žilo 124 obyvatel.
Kolence jsou také název katastrálního území o rozloze 18,36 km².

## Historie
První písemná zmínka o vesnici pochází z roku 1378. V roce 1771 Schwarzenbergové založili u Kolence oboru s názvem Kolenecká obora. Obora byla zrušena v roce 1843.

## Obyvatelstvo
| Rok            | 1869 | 1880 | 1890 | 1900 | 1910 | 1921 | 1930 | 1950 | 1961 | 1970 | 1980 | 1991 | 2001 | 2011 | 2021 |
| -------------- | ---- | ---- | ---- | ---- | ---- | ---- | ---- | ---- | ---- | ---- | ---- | ---- | ---- | ---- | ---- |
| Počet obyvatel | 444  | 427  | 433  | 411  | 441  | 388  | 386  | 281  | 277  | 239  | 190  | 156  | 148  | 124  | 132  |
| Počet domů     | 45   | 52   | 51   | 52   | 57   | 57   | 66   | 72   | 72   | 67   | 63   | 87   | 90   | 91   | 85   |

## Obecní správa
Při sčítání lidu v letech 1850–1962 Kolence byly samostatnou obcí v okrese Třeboň. Od roku 1963 jsou částí obce Novosedly nad Nežárkou v okrese Jindřichův Hradec.

## Významní rodáci

### Jaroslav Šafránek

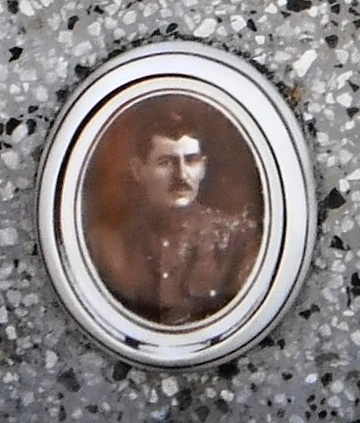
Fotografie Jaroslava Šafránka, československého legionáře

Narodil se 26. března 1879 v Kolencích čp. 50 do rodiny krejčího Josefa a jeho manželky Roziny. 10. září 1914, v řadách jindřichohradeckého 75. pěšího pluku, byl u Opole zajat a v Tomsku se přihlásil do československých legií. Byl přiřazen do ochranné roty štábu. Řady legií opustil 2. října 1920 v hodnosti svobodníka. V prosinci 1924 přistoupil k Evangelické církvi metodistické, ale v roce 1930 se opět vrátil k církvi římskokatolické. Zemřel 4. září 1947, pohřben je na hřbitově v Novosedlech nad Nežárkou.

### Jan Šafránek
Akademický malíř, narozený 24. srpna 1910 v Kolencích č.p. 47, syn Jaroslava Šafránka (1879-1947) a Rozálie roz. Koktavé. Zemřel v Praze 15. října 1981.

### Václav Šílený
Václav Šílený (1849–1911) byl právníkem, novinářem a politikem. Působil jako poslanec Říšské rady a Moravského zemského sněmu. Bydlel v Tišnově, později v Brně.